# 詹姆斯·A·范·佛里特奖
詹姆斯·A·范·佛里特奖（韓語：제임스 밴 플리트상）是美国韩国社交协会自1995年起年度颁发的奖项，以表彰对增进韩美关系做出突出贡献的韩国人和美国人。该奖项以曾参与韩战的美国第八集团军司令詹姆斯·A·范·佛里特命名，自1957年起，他还是首位韩国社交协会会长。

## 历届得主
- 1995 – 金喆壽 (김철수，世界贸易组织副總幹事)
- 1996 – 詹姆斯·T·莱尼（英语：James T. Laney） (美國駐大韩民国大使)
- 1997 – 具平會 (韓國貿易協會主席)
- 1998 – 崔钟贤和Jeong H. Kim（英语：Jeong H. Kim）
- 1999 – 威廉·佩瑞（英语：William J. Perry） (美國國防部長)
- 2000 – 吉米·卡特 (美國前總統)
- 2001 – 金瓊元（朝鲜语：김경원 (1936년)）（韩国驻美国大使）
- 2002 – 赫拉斯·格蘭特·安德伍德（英语：Horace G. Underwood）
- 2003 – 雷蒙德·G·戴维斯（英语：Raymond G. Davis）
- 2004 – 潘基文
- 2005 – 乔治·赫伯特·沃克·布什
- 2006 – 李健熙
- 2007 - 金大中和霍顿与多琳·弗里曼（Houghton and Doreen Freeman，弗里曼基金會）
- 2008 - 凯文·奥唐纳（英语：Kevin O'Donnell (Peace Corps)）和唐·奥伯道夫
- 2009 - 郑梦九和亨利·基辛格
- 2010 - 科林·鲍威尔和白善烨
- 2011 - 韩美商务委员会（Korea-U.S. Business Council）
- 2012 - 鲍勃·本莫舍（英语：Bob Benmosche） (美國國際集團CEO)和韩惪洙以及李秀满
- 2013 - 安豪榮（英语：Ahn Ho-young）和金成
- 2014年：玛丽莲·休森（英语：Marillyn Hewson）（洛克希德·马丁公司董事长、总裁兼首席执行官）和朴容晩（斗山集团董事长）
- 2015年：金昊淵（朝鲜语：김호연 (1955년)）（金昊基金会创始人、宾格瑞有限公司董事长兼首席执行官）
- 2016年：權五俊（朝鲜语：권오준 (1950년)）（浦项钢铁董事长兼首席执行官）
- 2017年：乔治·沃克·布什（前美国总统）和崔泰源（SK集团董事长兼首席执行官）
- 2018年：孙景植（朝鲜语：손경식）（CJ集团主席）
- 2019年：波音公司和趙亮鎬（大韩航空董事长兼首席执行官）
- 2020年：查尔斯·兰格尔和防弹少年团